# Resurrezione (Piero della Francesca)
La Resurrezione è una pittura murale (225×200cm) di Piero della Francesca, eseguita tra il 1450 e il 1463 circa e conservata nel Museo Civico di Sansepolcro.

## Storia
Il lavoro è in genere datato agli anni sessanta del Quattrocento, quando Piero lavorava ad Arezzo agli affreschi delle Storie della Vera Croce, con oscillazioni che arrivano però anche agli anni cinquanta. L'affresco si trovava in una sala del Palazzo della Residenza dei Conservatori, che fino al 1959 è stato la sede del governo cittadino (oggi sede del museo). La sua realizzazione si collega a una fase ben precisa della storia di Sansepolcro, in un momento in cui il gruppo dirigente locale è fortemente impegnato a sostenere presso il papa la richiesta di ottenimento del rango di sede vescovile, con relativo titolo di città. Questa operazione di nobilitazione del centro urbano, collegata a una qualificazione architettonica dei palazzi pubblici, prende avvio nel 1454 con la redazione della Historia Burgi Sancti Sepulcri, da parte di un anonimo monaco del monastero camaldolese cittadino. In questo testo viene ripreso con grande forza il mito delle origini che collegava Sansepolcro a Gerusalemme e il Borgo altotiberino è presentato come una vera e propria 'nuova Gerusalemme'. In questo contesto la raffigurazione della Resurrezione di Cristo nel palazzo comunale si carica di un forte sentimento civico e di rappresentazione della comunità.
Con il risveglio dell'interesse per Piero verso la metà del XIX secolo, la Resurrezione venne riscoperta da viaggiatori inglesi e fu ampiamente lodata nel primo articolo in cui si acclamava Piero come artista di prim'ordine, da Austen Henry Layard nel Quarterly Review. Layard definì il Cristo di Sansepolcro come "dotato di una maestà terrificante e non terrena nel contegno, nei grandi occhi fissi nel vuoto e nei tratti malgrado ciò distesi". Molti seguirono le sue orme e con la costruzione della prima linea ferroviaria per Arezzo a metà degli anni sessanta dell'Ottocento, gli artisti inglesi, che già avevano ammirato il Battesimo di Cristo della National Gallery, si riversavano a vedere gli affreschi di Piero, del quale apprezzavano la "laicità" della sua nuova scienza prospettica e la sua ispirazione che, secondo loro, derivava dall'arte greca, baluardo dei neoclassici. Lo stesso Edgar Degas visitò Arezzo e Sansepolcro, traendo ispirazione per opere come Semiramide alla costruzione di Babilonia, oggi al Museo d'Orsay, o Giovani spartane alla National Gallery di Londra.

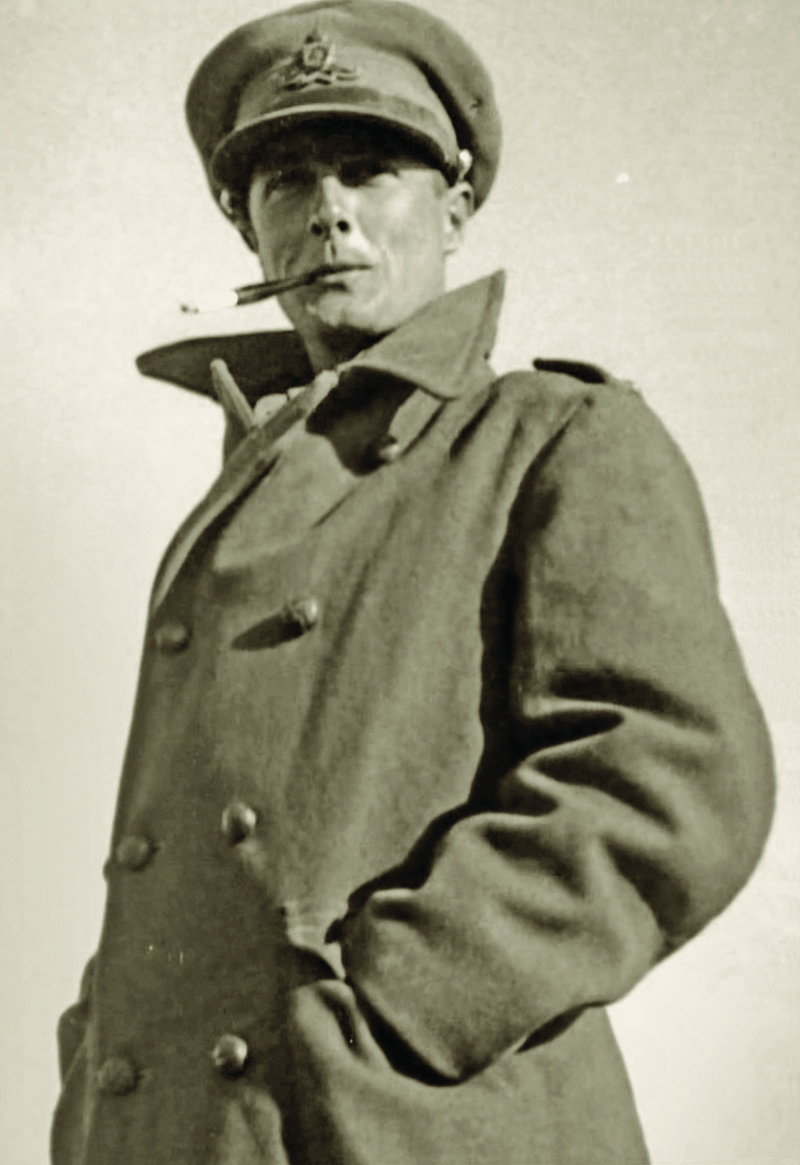
Anthony Clarke

L'opera venne lodata anche dallo scrittore Aldous Huxley che nutriva una sconfinata ammirazione per questo affresco, arrivando a definirlo la più bella pittura del mondo.
È noto come le parole di Huxley risparmiarono la città di Sansepolcro dal bombardamento dell'artiglieria alleata durante la Seconda guerra mondiale. Racconta infatti il capitano britannico Anthony Clarke che egli, ordinato il cannoneggiamento della città (nonostante i nemici se ne fossero già ritirati), interruppe il fuoco dopo essersi ricordato dello scritto di Huxley.

## Il restauro
Nel 2018 si è concluso un accurato restauro a cura dell'Opificio delle pietre dure di Firenze e della Soprintendenza di Arezzo. L'intervento, durato tre anni, ha scongiurato il sollevamento e il distacco della pellicola pittorica, assicurando la conservazione del capolavoro per il futuro.
Sono state svolte, sia in via preliminare che in concomitanza coi lavori, tre diverse campagne di indagini: la prima fu effettuata nel 2010 nell’ambito di un progetto finanziato dalla Regione Toscana e fu ideata e coordinata dall’Opificio delle pietre dure: ad essa si deve la conoscenza dello stato di conservazione dell’opera, che ne consigliò poi un restauro completo e non più differibile. 
Nel 2014 fu realizzata una campagna di indagini termografiche, poco prima quindi del restauro, campagna poi approfondita nel 2017.
Parallelamente al restauro sono state poi riprese le indagini strutturali, che hanno permesso di precisare la campagna termografica precedente di esplorare la muratura dal suo interno, permettendo di determinare in maniera inequivocabile il fatto che la Resurrezione non è stata dipinta sulla parete su cui adesso la vediamo, ma fu trasportata da un'altra sede – forse la facciata esterna del palazzo, sotto l'arengario – con il suo allettamento di mattoni, e su questa nuova parete giustapposta.
Il restauro, inoltre, ha permesso di ricostruire come segue l'iscrizione frammentaria alla base dell'affresco: «OMNE HUMANUM GENUS MORTE DAMNATUM EST» (Seneca, Lettera a Lucilio).
Direttamente finalizzate al restauro e svolte sia preliminarmente che in corso d’opera sono state poi le indagini fotografiche multispettrali e le indagini analitiche chimiche volte alla conoscenza dei materiali e al monitoraggio della pulitura.

## Descrizione e stile

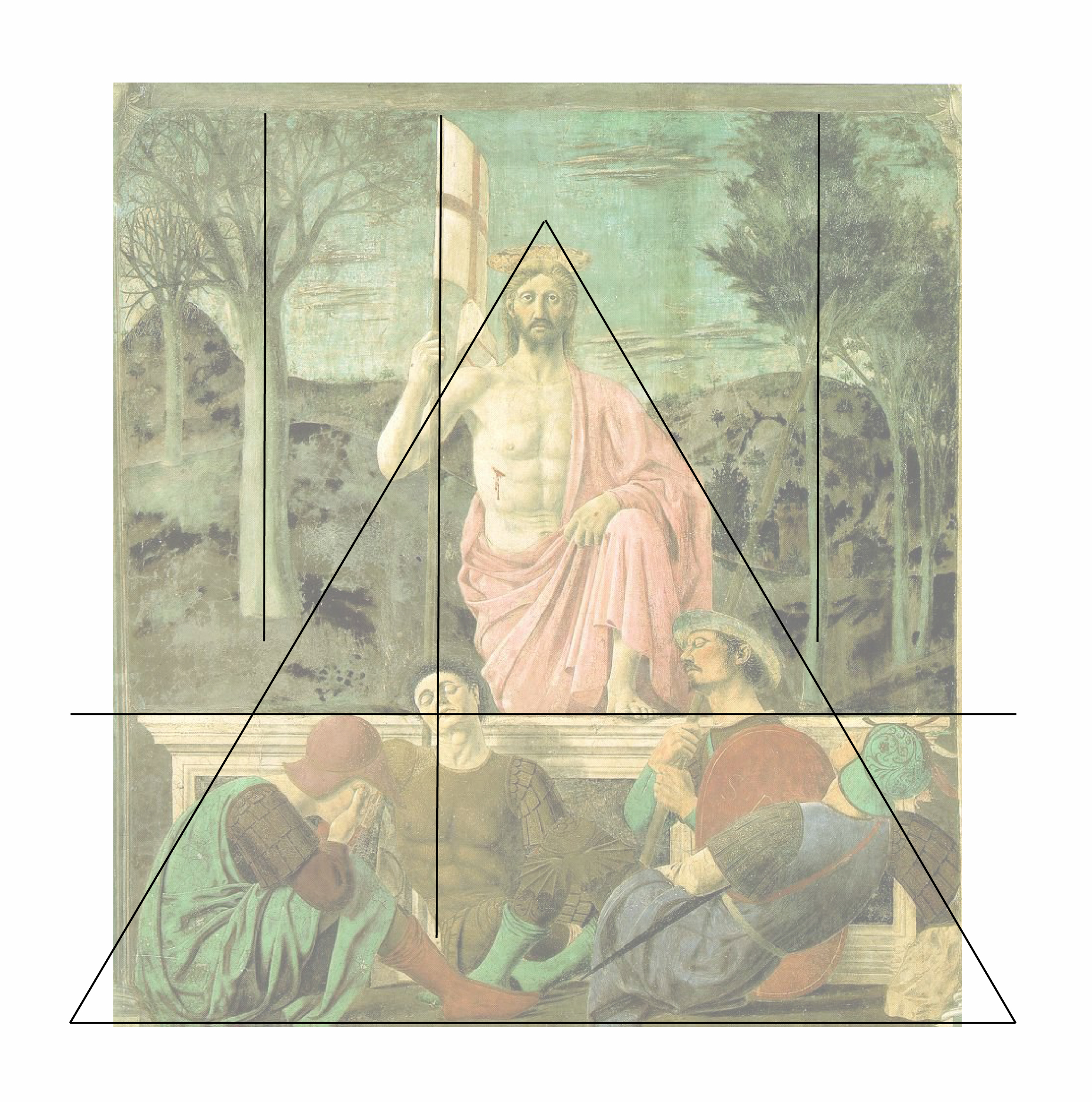
Schema geometrico dell'affresco

La scena è incorniciata da due colonne scanalate, un basamento (dove era presente un'iscrizione oggi quasi del tutto cancellata) e un architrave a fasce.
Mentre quattro soldati romani dormono, Cristo si leva dal sepolcro ridestandosi alla vita. La sua figura è al vertice di un triangolo immaginario, che va dalla base del sarcofago alla sua aureola, suggerito anche dalle linee di forza delle pose dei soldati. Cristo si erge solenne e ieratico, e la sua figura divide in due parti il paesaggio: quello a sinistra, invernale e morente; quello a destra, estivo e rigoglioso. Si tratta di un richiamo ai cicli vitali, presenti già nella cultura pagana e citati da vari artisti precedenti, come nell'Allegoria ed effetti del buono e del cattivo governo di Ambrogio Lorenzetti. 

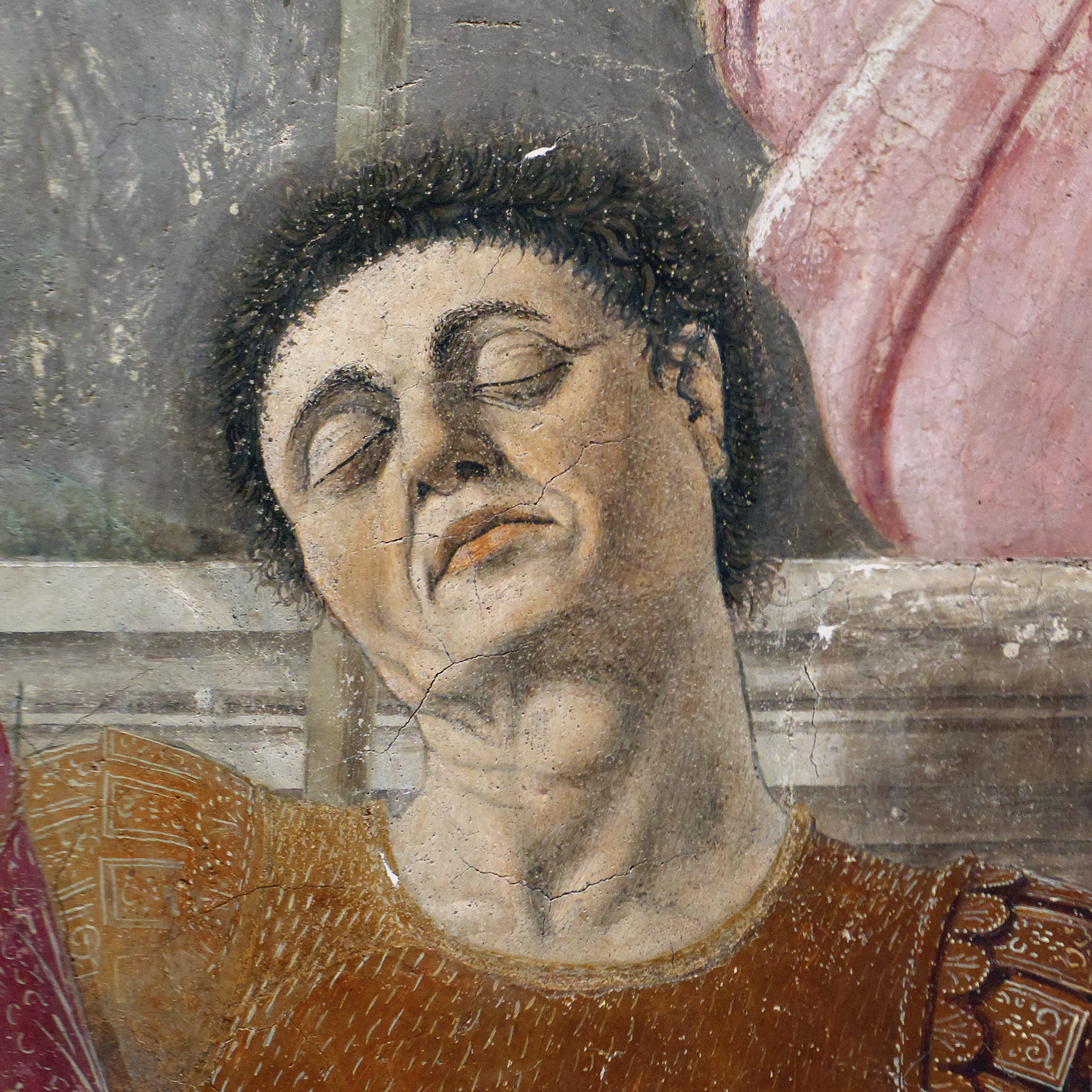
L'autoritratto di Piero

Il giovane soldato dormiente senza elmo al centro è considerato un autoritratto di Piero. Dietro di lui si trova la base del vessillo che regge Cristo, quasi a voler indicare un diretto contatto con la divinità, che ispira il Piero pittore ma anche il Piero politico, che ricoprì più volte incarichi pubblici per la sua città. Nelle vesti dei soldati ricorrono quelle caratteristiche di alternanza cromatica tipiche delle opere di Piero: il rosso è alternatamente colore dell'elmo e dei calzari di un soldato e dello scudo di un altro; il verde ricorre nella cotta di uno, nel mantello di un altro e nei calzari del terzo, eccetera.
In basso a destra di chi guarda è visibile una grossa pietra: è la pietra degli scolastici, cioè di quel movimento filosofico che riproponeva i testi degli antichi filosofi greci. La roccia, definita "pietra della trasmutazione", indica che qualunque cosa o situazione creata da Piero nello spazio dell'affresco ha un valore simbolico e quindi è una guida alla comprensione dell'opera. Ci sono probabilità che il vessillo delle crociate sia un riferimento al primo regno di Gerusalemme e alla raccolta delle sue leggi, che erano note come lettere dal Santo Sepolcro; la citazione, probabilmente, è per avere una legittimazione delle decisioni che si prendevano nella sala attigua sede del governo cittadino.
Un altro tema è quello del sonno e della veglia, con il contrasto tra la parte inferiore e terrena dei soldati e quella superiore della divinità, che sempre vigila.
La costruzione geometrica della composizione rende le figure astratte e immutabili, quasi appartenenti a un ordine di comprensione superiore. A questo effetto contribuisce la costruzione "atletica" della figura di Cristo, ben eretta e modellata anatomicamente come una statua antica, con un piede appoggiato sul bordo, a sottolineare l'uscita dal sarcofago, e la mano destra che regge il vessillo crociato, emblema del suo trionfo. Il pittore lo dipinge al di fuori delle regole prospettiche che imporrebbero una veduta dal basso, come avviene per le teste dei soldati. Piero dopotutto aveva piena padronanza di queste tecniche di rotazione dei corpi nello spazio, come ampiamente descritte nel De prospectiva pingendi. Cristo appare così sottratto alle leggi terrene e più che mai vicino all'osservatore.
La linea dell'orizzonte mette in risalto le spalle e la testa di Cristo. Il cielo sullo sfondo è tipico delle opere di Piero della Francesca, sfumato all'orizzonte come durante l'alba e punteggiato da nuvolette chiaroscurate "a cuscinetto".